# Delphinium gueneri
Delphinium gueneri är en ranunkelväxtart som beskrevs av Peter Hadland Davis. Delphinium gueneri ingår i släktet storriddarsporrar, och familjen ranunkelväxter. Inga underarter finns listade i Catalogue of Life.